# Laika (Band)
Laika ist eine 1993 gegründete britische Alternative-Rock-Band (gegründet von den Ex-Moonshake-Mitgliedern Margaret Fiedler und John Frenett, und dem Musikproduzenten/Toningenieur Guy Fixsen). Die Band wurde nach der Hündin Laika benannt, dem ersten Lebewesen, das vom Menschen gezielt in einen Orbit um die Erde befördert wurde.

## Stil
Musikalisch kann die Band als Mischung aus Avantgarde-Electronica und Alternative beschrieben werden.

## Aktivitäten außerhalb der Band
Im Jahr 2000 spielte Margaret Fiedler in PJ Harveys Tour-Begleitband. Sie spielte Gitarre, Cello und andere Instrumente.

## Diskografie

### EPs
- 1994: Antenna EP (Too Pure)
- 1997: Almost Sleeping EP (Too Pure)
- 1997: Breather EP (Too Pure)

### Singles
- 2000: Uneasy (Too Pure)
- 2000: Black Cat Bone (12"-Vinyl, Too Pure)
- 2000: Badtimes (Too Pure)

### Alben
- 1994: Silver Apples of the Moon (Too Pure)
- 1997: Sounds of the Satellites (Too Pure)
- 2000: Good Looking Blues (Too Pure)
- 2003: Lost in Space - Volume 1 [1993-2002] (Compilation, Too Pure)
- 2003: Wherever I Am I Am What Is Missing (Too Pure)

### Stücke auf Various-Artist-Compilations
- 1995: If You Miss (Laika Virgin mix) (Macro Dub Infection)
- 1995: Lower Than Stars (V/A  Volume 12)
- 1996: German Shepherds (Whore - Various Artists Play Wire)
- 1997: Looking For The Jackalope (236 remix)  (Beat Experience)
- 2003: Black Cat Bone (Buffy the Vampire Slayer - Radio Sunnydale UK Version)